# یواس‌اس گراس‌بک (ای‌ام‌سی-۱۹)
یواس‌اس گراس‌بک (ای‌ام‌سی-۱۹) (به انگلیسی: USS Grosbeak (AMc-19)) یک کشتی بود که طول آن ۸۱ فوت ۲ اینچ (۲۴٫۷۴ متر) بود. این کشتی در سال ۱۹۳۵ ساخته شد.